# Kóstas Bakoyánnis
Kóstas Bakoyánnis, en grec moderne : Κώστας Μπακογιάννης, né le 16 mars 1978 à Athènes, en Grèce, est le maire d'Athènes de septembre 2019 à octobre 2023. Auparavant il a été le maire de la ville de Karpenísi et élu gouverneur régional de la Grèce-Centrale, lors des élections locales de 2014.

## Biographie
Né en 1978 à Athènes, il est le fils de Dóra Bakoyánni et Pávlos Bakoyánnis, deux personnalités politiques de la Nouvelle démocratie. Sa mère fut notamment maire d'Athènes et ministre des Affaires étrangères, et son père chef du groupe parlementaire de Nouvelle démocratie. Kóstas Bakoyánnis perd son père en 1989, lorsqu'il est assassiné par l'Organisation révolutionnaire du 17-Novembre, un mouvement d’extrême gauche qui prétendait renverser le pouvoir par la lutte armée. 
Il étudie l'histoire et les relations internationales à l'université Brown et obtient un master en administration publique à Harvard. Il prépare également sa thèse de doctorat au St Antony's College, à Oxford, dans le domaine des sciences politiques et des relations internationales.
Il est le neveu de Kyriákos Mitsotákis, Premier ministre depuis 2019, et son grand-père maternel est l'ancien Premier ministre Konstantínos Mitsotákis.

## Carrière

### Maire de Karpenísi
En août 2010, Kóstas Bakoyánnis annonce qu'il se présenterait comme candidat indépendant à la mairie de la petite ville de Karpenísi, en Eurytanie, d'où son père est originaire. Nouvelle Démocratie décide de ne pas défier Bakoyánnis avec un de ses candidats, bien que le parti ait expulsé sa mère, Dora, en mai, pour avoir voté en faveur des mesures d'austérité proposées par le gouvernement Giórgos Papandréou.
Kóstas Bakoyánnis remporte les élections locales avec 54,3 %. Dans une interview accordée à To Víma, il défend fermement l'accord de sauvetage, déclarant que « là où nous en sommes arrivés après tous les crimes commis par le système politique grec au cours des 30 dernières années, nous n'avions pas d'autre choix que le Mémorandum ». Il déclare qu'il n'exclue pas de rejoindre le nouveau parti de l'Alliance démocrate que sa mère a fondé, et que « la Grèce a besoin de gouvernements suicidaires prêts à se suicider pour sauver le pays ».

### Gouverneur régional de la Grèce-Centrale
Au cours de sa troisième année en tant que maire de Karpenísi, Bakoyánnis décide de se présenter au poste de gouverneur de la Grèce-Centrale, toujours en tant qu'indépendant. Sa décision de quitter la mairie est initiée par un nombre croissant de citoyens de la région de la Grèce centrale, et pas seulement de Karpenísi, qui ont vu les risques et les opportunités qui se présentent pour leur région au cours du prochain mandat de 5 ans du nouveau gouverneur, et qui veulent un candidat orienté vers les résultats, testé et éprouvé pour le poste. 
Il est cependant soutenu par Nouvelle Démocratie, qui n'a de nouveau présenté aucun candidat, et remporte clairement les élections régionales de 2014 avec 56,06 % au second tour, battant le candidat de SYRIZA, Evángelos Apostólou.

### Maire d'Athènes
Kóstas Bakoyánnis est élu maire d'Athènes, après les élections locales de 2019, et prend ses fonctions le 1er septembre 2019. 
Il affirme vouloir en finir avec la politique de « la porte ouverte » pour les migrants. Fin août 2019, les forces de police évacuent de force les squats utilisés par des associations pour loger des réfugiés. Des familles sont emmenées violemment dans des bus pour être relogées dans des camps hors de la ville. La Ligue grecque des droits de l'homme critique alors une intervention policière allant contre « le droit au respect de la dignité humaine ». 

## Source de la traduction
- (en) Cet article est partiellement ou en totalité issu de l’article de Wikipédia en anglais intitulé « Kostas Bakoyannis » (voir la liste des auteurs).